# Тяньгун-2
«Тяньгун-2» (кит. трад. 天宮二號, упр. 天宫二号, пиньинь Tiāngōng èr hào, палл. Тяньгун эр хао, буквально: «Небесный дворец — 2») — второй китайский посещаемый пилотируемый аппарат Проекта 921-2, именуемый космической лабораторией. 
К лаборатории «Тяньгун-2» могут быть пристыкованы один пилотируемый корабль «Шэньчжоу» или автоматический грузовой корабль снабжения серии Тяньчжоу, массой 13 тонн, с полезной нагрузкой 6 тонн, созданный на базе орбитальной лаборатории этой серии.
Была обитаема 30 дней (18.10—17.11.2016).
Лаборатория «Тяньгун-2» стала моделью для проверки технологий жизнеобеспечения для будущей китайской многомодульной орбитальной станции.

## Характеристики
Первоначально «Тяньгун-2» являлся резервным кораблем «Тяньгун-1». Его внутренние жилые помещения и системы жизнеобеспечения были улучшены. Состоит из двух отсеков. Отсек большего диаметра предназначен для проживания и проведения экспериментов; в нём же стыковочный узел. Отсек меньшего диаметра используется в качестве технического блока, на нём установлены панели солнечных батарей, аккумуляторы, основные двигатели и хранится запас топлива.
Общие данные:
- Масса — около 8,6 тонн[5][7];
- Длина — 10,4 метра[5];
- Ширина (по солнечным батареям) — 18,4 метра[8];
- Ширина (максимальный диаметр корпуса) — 3,35 метра[5];
- Продолжительность обеспечиваемой экспедиции посещения 2-х космонавтов — 30 дней[9][10].

## Задачи модуля
Главными задачами «Тяньгун-2» являются приём пилотируемого и грузового кораблей, тестирование среднесрочного нахождения космонавтов на орбите, дозаправка топливом, а также проведение ряда научных и прикладных экспериментов. 16 октября 2016 года к станции был запущен пилотируемый корабль «Шэньчжоу-11» с двумя тайконавтами на борту и 18 октября была осуществлена стыковка. Тайконавты провели на станции 30-дневную экспедицию. 20 апреля 2017 года произведен запуск грузового космического корабля «Тяньчжоу-1» серии Тяньчжоу. Он должен доставить на станцию топливо и другие расходные материалы. Будут проверены и оценены: автоматическая стыковка новой серии грузовых кораблей, пополнение запасов топлива и ремонта оборудования, а также долгосрочное пребывание космонавтов на орбите.

## Научное оборудование
Космонавты, которые прибыли на «Тяньгун-2», проводили различные эксперименты. Для этого на космической лаборатории имеется 14 видов научного оборудования. Среди них:
- высокоточные холодные атомные часы, погрешность которых, по словам учёных, составляет одну секунду в 30 млн лет[12];
- высокочувствительный детектор гамма-излучения POLAR, созданный учёными Швейцарии, Польши и Китая;[13]
- медицинское оборудование для изучения влияния невесомости на сердечно-сосудистую систему человека;
- оборудование для проведения эксперимента по наблюдению за развитием растений в космосе[14].

## История

### 2016 год
- 9 июля лаборатория «Тяньгун-2» за два дня была доставлена из Пекина по железной дороге на космодром Цзюцюань, где началась сборка и наладка аппарата[15].
- 6 августа на космодром Цзюцюань доставлены две ракеты-носителя «Чанчжэн-2F», предназначенные для вывода на орбиту орбитальной станции «Тяньгун-2» и космического корабля «Шэньчжоу-11»[16].
- 9 сентября завершились сборка и проверка лаборатории, и она была доставлена на стартовую площадку вместе с ракетой-носителем[17].
- 15 сентября в 14:04 UTC (17:04 МСК) с космодрома Цзюцюань состоялся запуск двухступенчатой ракеты-носителя «Чанчжэн-2F», которая вывела на орбиту Земли космическую лабораторию «Тяньгун-2»[5]. Для отслеживания полёта космической лаборатории «Тяньгун-2» задействованы не только наземные службы, но и морское контрольное судно «Юаньван-5», которое вышло в акваторию Тихого океана[18].
- 16 октября в 23:30 UTC (17 октября в 2:30 МСК) с космодрома Цзюцюань с помощью ракеты-носителя «Чанчжэн-2F» был совершён запуск пилотируемого космического корабля «Шэньчжоу-11». В составе экипажа корабля тайконавты: командир Цзин Хайпэн и его напарник Чэнь Дун[19].
- 18 октября в 19:31 UTC (22:31 МСК) произведена стыковка в автоматическом режиме пилотируемого космического корабля «Шэньчжоу-11» и космической лаборатории «Тяньгун-2»[20]. После чего экипаж перешёл в космическую лабораторию[21].
- 22 октября в 23:31 UTC с лаборатории «Тяньгун-2» запущен выведенный с ней спутник «Banxing-2» (Баньсин-2) массой 47 кг, который, сопровождая станцию, осуществляет космические эксперименты и в том числе производит съёмку[22] «Тяньгун-2» и «Шэньчжоу-11»[23].
- 17 ноября в 4:41 UTC (7:41 МСК) была произведена отстыковка «Шэньчжоу-11» с членами экипажа на борту от «Тяньгун-2»[24]

### 2017 год
- 20 апреля с космодрома Вэньчан состоялся запуск двухступенчатой ракеты-носителя «Чанчжэн-7», которая вывела на орбиту Земли первый китайский грузовой космический корабль «Тяньчжоу-1».[25]
- 22 апреля была произведена автоматическая стыковка «Тяньчжоу-1» с «Тяньгун-2».[25]
- 27 апреля завершен первый тест на дозаправку.[25]
- 15 июня завершен второй тест на дозаправку.[25]
- 19 июня произведена расстыковка, автономный полет и вторая стыковка «Тяньчжоу-1» с «Тяньгун-2».[25]
- 21 июня произведена расстыковка «Тяньчжоу-1» с «Тяньгун-2».
- 12 сентября была произведена третья стыковка «Тяньчжоу-1» с «Тяньгун-2». Данная стыковка отрабатывала ускоренную стыковку со станцией.[25]
- 16 сентября завершен третий тест на дозаправку.[26]
- 17 сентября произведена расстыковка «Тяньчжоу-1» с «Тяньгун-2».[26]
- 22 сентября 2017 года грузовой корабль «Тяньчжоу-1» был сведен с орбиты.[27]

### 2019 год
- 19 июля 2019 года в 16:06 по московскому времени китайская орбитальная станция «Тяньгун-2» завершила свою работу и совершила контролируемый сход с орбиты. Станция разрушилась в плотных слоях атмосферы над южной частью Тихого океана, между Новой Зеландией и Чили. Небольшие фрагменты, не сгоревшие в атмосфере, упали в океан[28].